# Beso

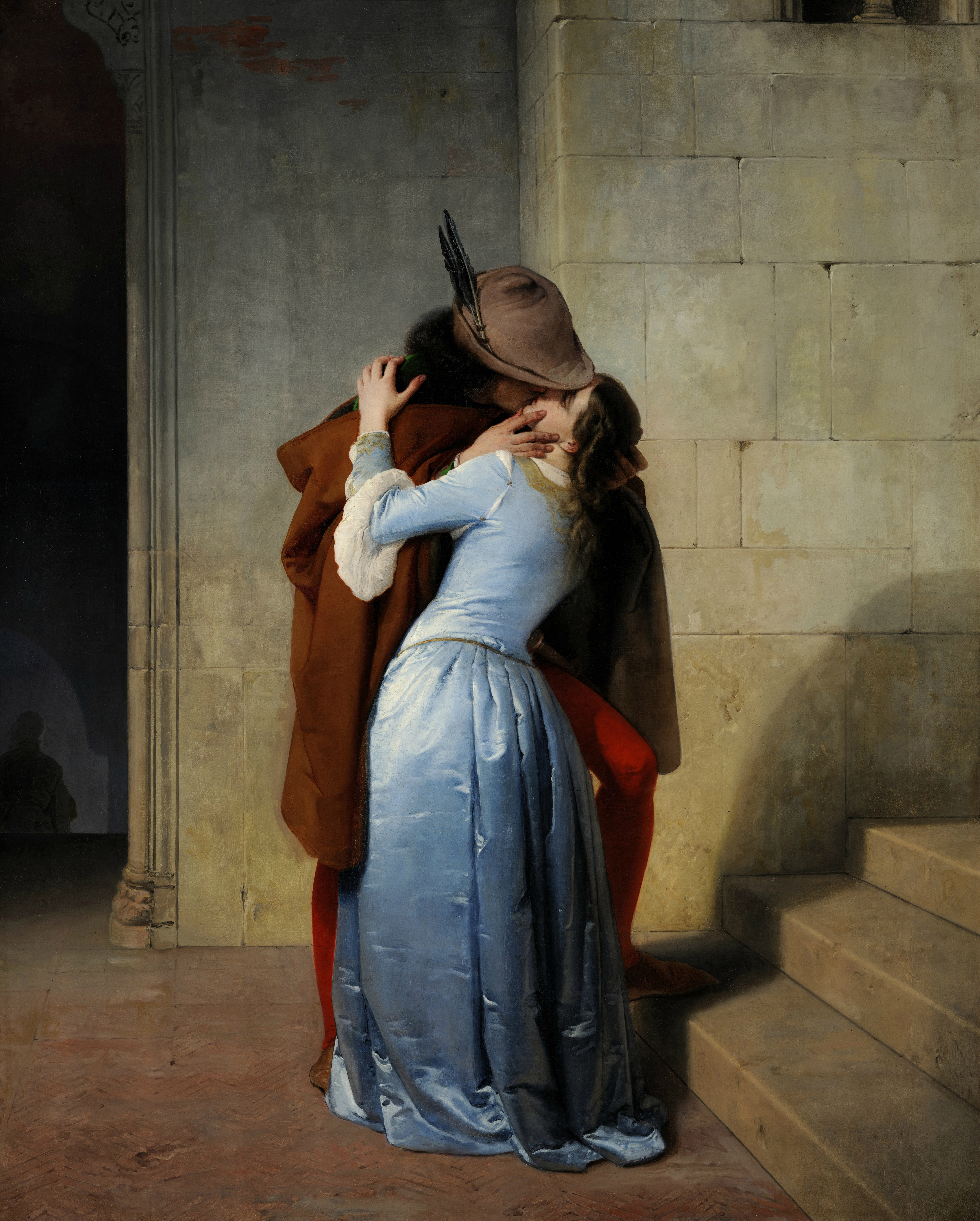
Il bacio (El beso), de Francesco Hayez, óleo sobre tela, 1859.

Un beso es el acto de presionar los labios contra la superficie de algo o alguien como una expresión social de afecto, de saludo,  o de amor. Los labios son un foco sensitivo en la estructura de diversos organismos animales, y funcionan primordialmente como auxiliares en la identificación del entorno, como herramientas de succión o como auxiliares en la emisión de sonidos. El beso tiene una función social humana determinante en el proceso de cortejo. La onomatopeya «mua» imita en español el sonido que produce la acción de besar.

## Biología y evolución

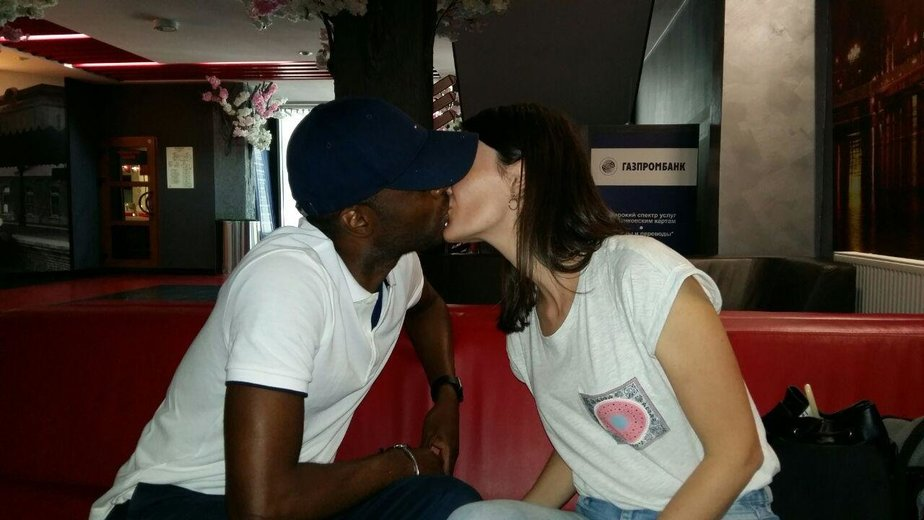
Un beso en la Copa Mundial de Fútbol de 2018.

Dentro del mundo natural de los animales, existen numerosas analogías con los besos, señala Crawley, como "la facturación de las aves, el cataglotismo de las palomas y el juego antenal de algunos insectos". Incluso entre mamíferos como el perro, el gato y el oso, se observa un comportamiento similar. : 114 
Los antropólogos no han llegado a una conclusión sobre si los besos se aprenden o un comportamiento por instinto. Puede estar relacionado con el comportamiento de aseo que también se observa entre otros animales, o que surge como resultado de que las madres premastican alimentos para sus hijos. Los primates no humanos también exhiben un comportamiento de besos. Los perros, gatos, pájaros y otros animales muestran un comportamiento de lamer, acariciar y acicalar entre ellos, y también hacia los humanos u otras especies. Los observadores a veces interpretan esto como un tipo de besos.
Se postula que los besos en humanos han evolucionado a partir de la regurgitación directa de los alimentos boca a boca (alimentación por besos) de padres a hijos o de machos a hembras (alimentación por cortejo) y se ha observado en numerosos mamíferos. La similitud en los métodos entre la alimentación de besos y los besos humanos profundos (por ejemplo, beso francés) son bastante pronunciados; en el primero, la lengua se usa para empujar los alimentos desde la boca de la madre hacia el niño, y el niño recibe tanto la comida como la lengua de la madre en movimientos de succión, y el segundo es el mismo pero renuncia a la comida premasticada. De hecho, a través de observaciones a través de varias especies y culturas, se puede confirmar que el acto de besar y premasticar probablemente ha evolucionado a partir de comportamientos de alimentación basados en relaciones similares.

### Fisiología
Besarse es un comportamiento complejo que requiere una coordinación muscular significativa que involucra un total de 34 músculos faciales y 112 músculos posturales. El músculo más importante involucrado es el músculo orbicular del oris, que se utiliza para fruncir los labios y conocido informalmente como el músculo del beso.  En el caso del beso francés, la lengua también es un componente importante. Los labios tienen muchas terminaciones nerviosas que los hacen sensibles al tacto y a la mordedura.

### Beneficios para la salud
Los besos estimulan la producción de hormonas responsables del buen humor: la oxitocina, que libera el sentimiento de amor y fortalece el vínculo con la pareja, las endorfinas, hormonas responsables de la sensación de felicidad, y la dopamina, que estimula el centro de placer en el cerebro. Los besos regulares protegen contra la depresión.  El afecto en general tiene efectos reductores del estrés. Besar en particular se ha estudiado en un experimento controlado y se descubrió que aumentar la frecuencia de los besos en las relaciones matrimoniales y de convivencia resulta en una reducción del estrés percibido, un aumento en la satisfacción de la relación y una disminución de los niveles de colesterol.

### Transmisión de enfermedades
Los besos en los labios pueden provocar la transmisión de algunas enfermedades, incluida la mononucleosis infecciosa (conocida como "enfermedad de los besos") y el herpes simple cuando los virus infecciosos están presentes en la saliva. La investigación indica que la contracción del VIH a través de los besos es extremadamente improbable, aunque hubo un caso documentado en 1997 de una infección por VIH al besarse. Tanto la mujer como el hombre infectado tenían enfermedad de las encías, por lo que la transmisión se realizó a través de la sangre del hombre, no a través de la saliva.

## Significado biológico
El beso es la contraposición anatómica de dos músculos orbicularis ori, en estado de contracción.
Distintos comportamientos animales muestran la presencia de la práctica del beso en diversas especies, entre ellas aves y mamíferos (sobre todo en los primates). Se sugiere que el beso como elemento cultural en la vida humana surge de un patrón en el comportamiento instintivo y la función biológica de los labios. Los labios son un foco sensitivo conformado de varias terminaciones nerviosas que tienen la principal función de transmitir impulsos eléctricos en el reconocimiento del entorno de algún animal; además tienen la función de la succión y la emisión de sonidos.
El "beso" en algunas especies animales se manifiesta con diversos comportamientos sociales interespecie que aseguran el orden en el grupo animal. Algunos comportamientos como la alimentación de la pareja en calidad de regalo nupcial (práctica animal en la que la pareja da comida u objetos a la pareja sexual como cortejo) involucran una práctica sexual relacionada con la conjunción de las cavidades bucales. Otros comportamientos similares incluyen la premasticación del alimento en algunas especies animales, en la que la cría es incapaz de consumir alimentos sólidos y depende de la labor materna de la destrucción del alimento y su traspaso bucal a la boca de la cría. En algunas especies animales (chimpancés, Agapornis y Gourami besador), la conjunción de labios se usa como medio de comunicación e identificación, y como signo del orden social en un grupo de individuos.

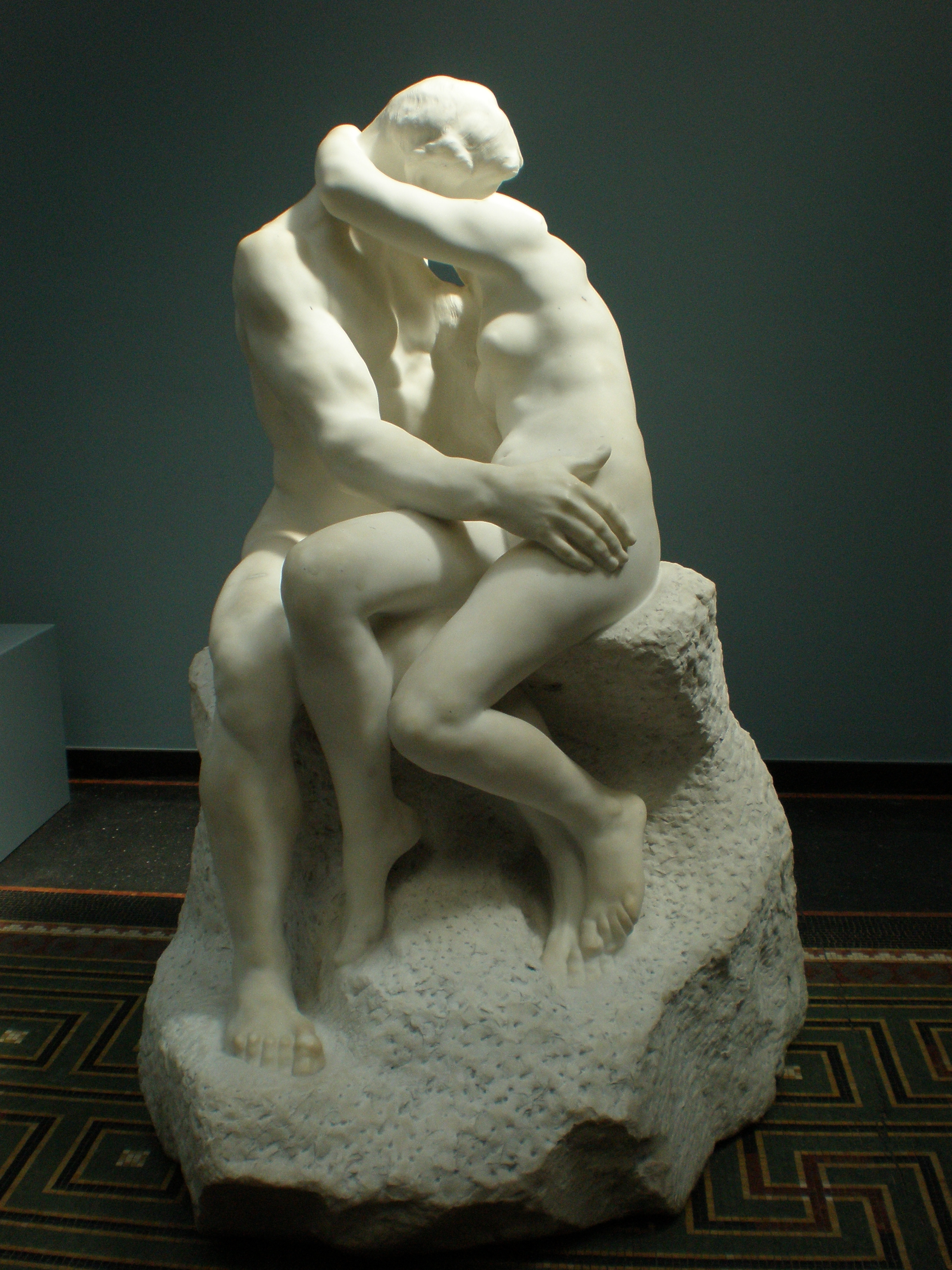
Tercera copia de El beso (originalmente titulada Francesca da Rimini), escultura de Auguste Rodin, en la Ny Carlsberg Glyptotek.

### Fisiología humana

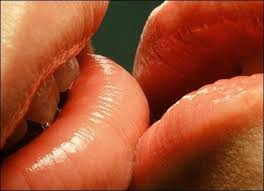
Contacto de labios entre dos individuos.

El contacto labial involucra la acción nerviosa relacionada con la estimulación erógena en la que intervienen cinco nervios craneales, utilizados para la identificación y reconocimientos de los elementos ambientales. Los impulsos eléctricos producidos por la acción neuronal derivan en sensaciones originadas en los focos táctiles de la piel labial, la zona supralabial y la lengua, señales decodificadas en el cerebro. El contacto labial propicia la estimulación nerviosa y la respuesta cerebral a la liberación de oxitocina, dopamina y adrenalina en el torrente sanguíneo, lo que genera una gran cantidad de efectos físicos. La liberación de oxitocina (hormona relacionada con el amor materno, las contracciones uterinas, el parto y la atracción sexual) en el torrente sanguíneo origina distintas respuestas físicas, como la sudoración nerviosa y las respuestas sexuales en la erección del pene y la erección del clítoris. La dopamina produce la sensación de bienestar. La adrenalina produce una serie de cambios físicos: cambios en la presión arterial, el nivel de glucosa y el ritmo cardíaco, además de la sensación de alerta y el tono rojizo en la zona cigomática.

## Salud

### Beneficios
Como beneficios a la salud del beso se encuentra la liberación de adrenalina y noradrenalina en el torrente sanguíneo, lo que provoca una serie de cambios físicos en la acción cardiovascular, aumenta el ritmo del corazón y el bombeo de la sangre. Un beso puede quemar de dos a tres calorías por minuto. La endorfina liberada en un beso puede ser más potente a la acción de la morfina, lo que contribuye a nivelar los niveles de estrés y da una sensación de bienestar.
Otros beneficios del beso incluyen el aumento de los niveles de autoestima, la tonificación de los músculos faciales, la liberación del anestésico contenido en la saliva, menores niveles de colesterol en el sistema cardiovascular y el mejoramiento de las funciones metabólicas.

### Riesgos
Como riesgos a la salud se consideran distintos padecimientos médicos ocasionados por la transmisión extracorporal de los patógenos contenidos en la saliva humana. Algunas enfermedades infecciosas representan riesgos a la salud por los virus y otros microorganismos que se hallan en la saliva. Algunas enfermedades posiblemente transmitidas por el contacto labial incluyen cualquier tipo de gripe, la mononucleosis infecciosa y el herpes simple. Las infecciones de transmisión sexual no representan un grado de contagio en el contacto labial, excepto cuando existe una lesión bucal que propicie el contacto de la piel sin protección contra los vasos sanguíneos de la piel expuesta.

## Historia

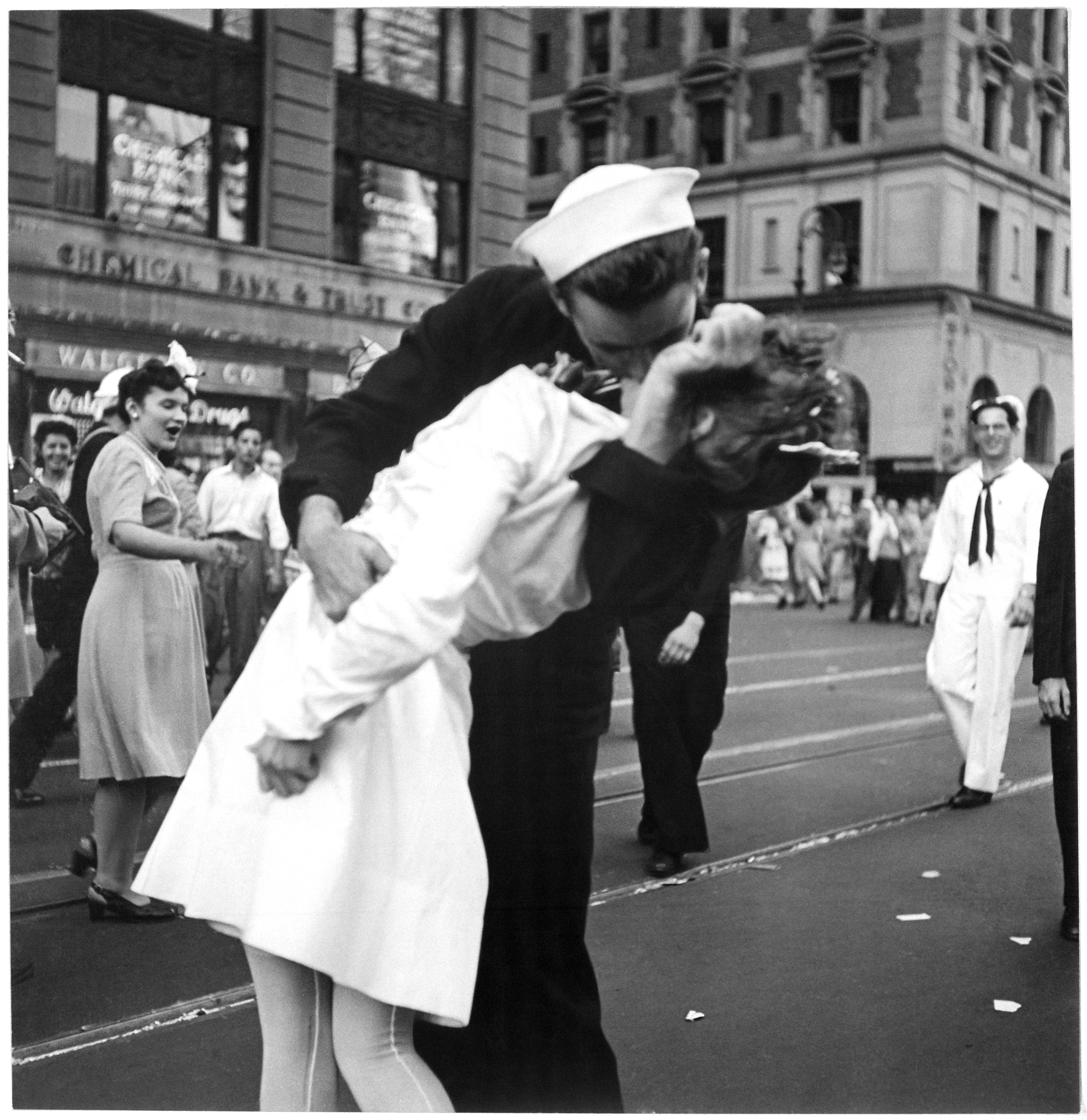
Kissing the War Goodbye, fotografía de Victor Jorgensen. A diferencia de V-J Day in Times Square, de Alfred Eisenstaedt, más famosa y protegida por derechos de autor, ésta pertenece al dominio público.

El beso es una práctica natural en diversas especies animales que han desarrollado la conjunción labial como un método de comunicación entre dos individuos. Un antecedente evolutivo del beso surge en diversas especies animales de primates, los cuales desarrollaron el beso como una vía de alimentación en la que la madre premasticaba el alimento para depositarlo en la boca de la cría, ya que ésta era incapaz de masticar el alimento sólido debido a la ausencia de piezas dentales.
Históricamente, el beso entre humanos ha representado un componente en el estudio de los patrones en las relaciones sexuales de la actualidad. La evidencia más antigua que describe a la práctica de la conjunción de labios como componente elemental en las relaciones extrapersonales de carácter sexual se remonta a la cultura India hacia 1500 a. C. Para el tercer siglo de nuestra era, el Kama Sutra, libro sagrado de Vatsyayana que describe la divinidad natural del sexo, ya incluía referencias a la práctica del beso como práctica sexual.
Dentro de la cultura en India, ya se registraba al beso en la literatura hacia el año 1000 a. C. Algunos registros literarios describían personas que juntaban sus labios en señal de amor, así como es descrito en el poema épico Mahabharata. El Mahabharata contiene referencias de personas que juntan sus labios en señal de afecto y es considerado como uno los primeros ejemplos del beso en la literatura.

### Periodo clásico
Diversas civilizaciones del periodo clásico utilizaban el beso como práctica sexual o como convencionalismo social. En la cultura babilónica, concretamente en el relato creacionista Enûma Elish, se menciona el beso como una práctica social relacionada con el saludo, la súplica y el arrepentimiento. En las culturas afroasiáticas se utilizaba el beso como símbolo de amor o afecto, tal como se enuncia en distintos pasajes bíblicos que relatan las historias de Jacob y Judas Iscariote.
En la Grecia y la Roma del periodo clásico se expande el significado del beso como una expresión de amor o afecto debido a la expansión de sus imperios a lo largo de Europa y Asia. En algunos escritos de la época como la Odisea y los escritos de Catulo y Ovidio se hace referencia al beso como símbolo de afecto, amor o admiración. Los romanos distinguían por lo común tres clases de besos con estas tres palabras: osculum, basium y suavium. La primera pertenecía a la etiqueta, la segunda a la amistad y la tercera al amor, como indica Donato comentando a Terencio: "Oscula officiorum sunt, basia pudicorum afectuum, suavia libidinum vel amorum". Se ha perdido la costumbre romana de besarse uno su propia mano y extenderla después a la persona o estatua a la que se quería honrar o saludar: lo hacían a las estatuas de dioses y de emperadores y a aquellas personas a las que respetaban. Asimismo saludaban así los artistas para saludar al público: flautistas, cantores y mimos lo hacían al presentarse en los teatros, doblando al mismo tiempo la rodilla izquierda al inclinarse, y en el circo los aurigas se besaban la mano con que llevaban el látigo o incluso el propio látigo para saludar al pueblo. Cuando dos romanos conocidos se encontraban en la calle se besaban en la frente y también en la boca; Marcial lamentaba en sus Epigramas costumbre tan incómoda. Los parientes, aunque de diverso sexo, se besaban igualmente al encontrarse; y por esto Propercio echaba en cara a su amiga el sinnúmero de parientes que tendría si atendía a los muchos que la besaban. En el caso de Catulo se hizo celebérrimo su quinto epigrama:
Vivamos, Lesbia mía, y amémonos. / Que los rumores de los viejos severos / no nos importen. / El sol puede salir y ponerse: / nosotros, cuando acabe nuestra breve luz, / dormiremos una noche eterna. / Dame mil besos, después cien, / luego otros mil, luego otros cien, / después hasta dos mil, después otra vez cien; / luego, cuando lleguemos a muchos miles, / perderemos la cuenta, no la sabremos nosotros / ni el envidioso, y así no podrá maldecirnos / al saber el total de nuestros besos.
Pero hay que indicar que los romanos solían besar a los niños y a sus amigos de una manera particular: cogiéndoles los lóbulos de las orejas; es el llamado "beso del cántaro", que, según Vicente Joaquín Bastús:
Besaban algunas veces a sus amigos o a sus hijos teniéndolos por las orejas, cuya manera de besar se llamaba el beso del cántaro, porque se cogía la cabeza del que se quería besar o abrazar por las orejas del mismo modo que se cogían los cántaros de dos asas. Teócrito hace mención de ello, y Plauto habla de lo mismo muy a menudo: Prehende auriculis compara labella cum labellis. Y en otro lugar: Sine te exorem, sine te prendam auriculis, sine dem suavium. La razón de esta manera de besar a los niños en particular ha sido demostrada por Clemente de Alejandría y Plutarco. Nadie ignora que entre los antiguos la oreja era símbolo de la memoria, y sabemos a más que los romanos tocaban la oreja de aquellos que llamaban por testigos de algún hecho (V. J. Bastús, Diccionario histórico enciclopédico, Barcelona: Imp. de Roca, 1833, I, p. 291.)
El beso también puede ser apreciado en el folclore y la mitología tradicional griega en relatos como la historia de Pigmalión y Galatea.
Una teoría sobre la expansión cultural en la utilización del beso como práctica sexual sugiere que el beso es originado en la cultura india y que es importado a territorio europeo en el periodo clásico por las invasiones de Alejandro Magno. Se sugiere que el beso es producto de una combinación cultural entre Grecia e India durante las campañas militares índicas de Alejandro en el año 326 a. C.
Algunas tradiciones clásicas incluían el besarse frente a un grupo de personas para formalizar una unión matrimonial entre dos personas; comportamiento que ha sido modificado a través de los siglos hasta transformarse en el beso utilizado en las uniones matrimoniales actuales para marcar fidelidad y devoción hacia la pareja. Otro comportamiento tradicional del periodo clásico es el besar un contrato para señalar conformidad, derivando en la tradición de "sellar los contratos con un beso" que perduraría hasta la Edad Media.

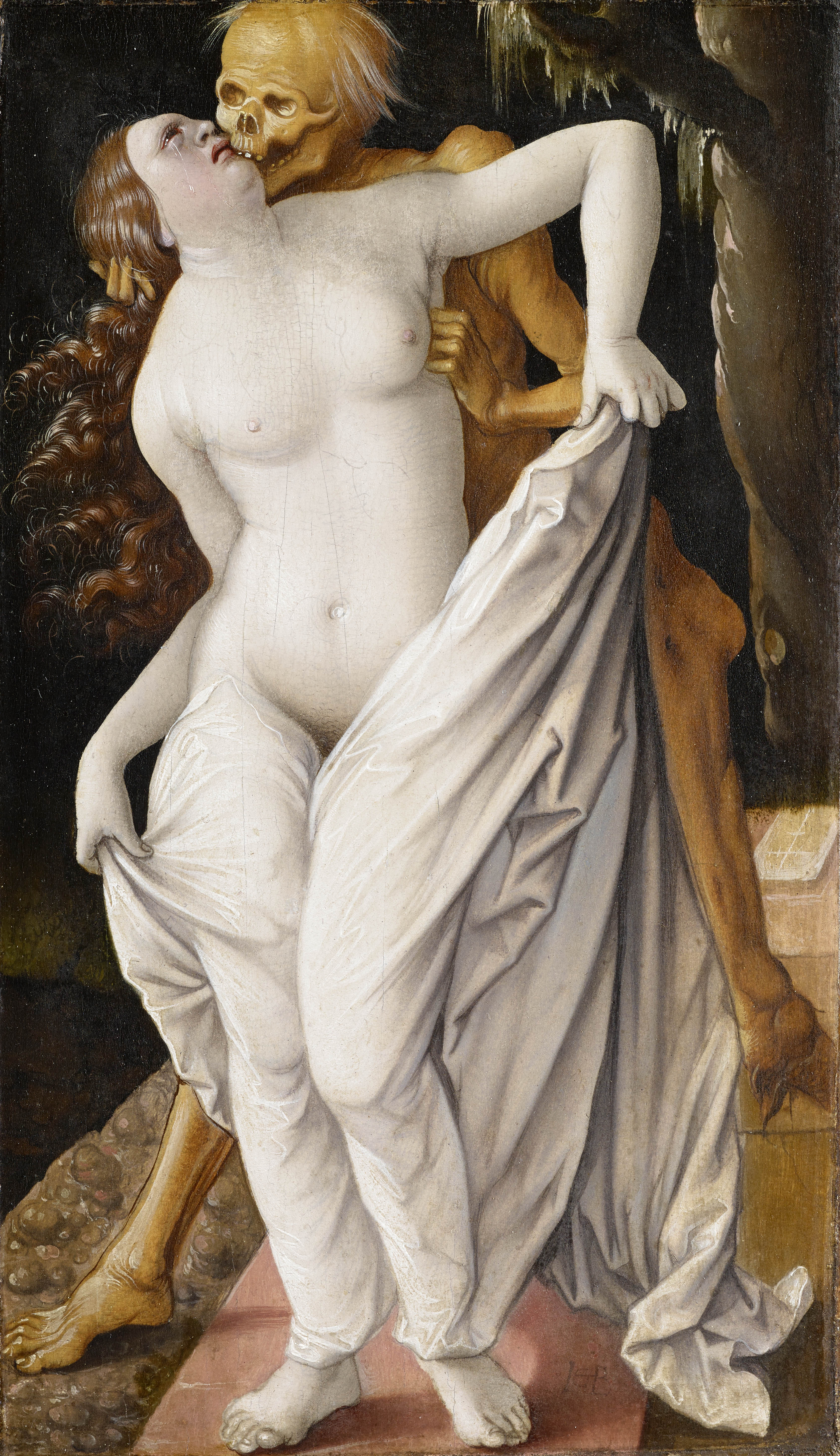
Tod und Frau (La Muerte y Esposa) de Hans Baldung (c. 1520).

### Edad Media y Renacimiento
En la Edad Media, el beso retoma diferentes significados que involucraban el respeto y la admiración. Los musulmanes besaban en un hombro en señal de respeto, como en el Cantar de mio Cid hace el moro Abengalbón al encontrarse con Álvar Fáñez:
Cuando llegó Abengalbón donde a ojo lo ha / sonrisándose de la boca íbalo a abraçar; / en el hombro lo saluda, ca tal es su usaje (CMC, vv. 1517-1519)
El beso en el hombro musulmán se efectúa aún en la actualidad cuando la persona objeto del mismo es de alta dignidad o, por ejemplo, un miembro de la familia real saudí, y es una costumbre que demuestra el respeto que se tiene por esa persona. Los cristianos, por el contrario, besaban por respeto o saludo a personas de estamento social distinguido (nobles o eclesiásticos) en la mano, en los pies, en los cordones del hábito o incluso en las joyas que llevaban, práctica utilizada antiguamente para dirigirse a los miembros de la realeza y la aristocracia. Señala esta costumbre la ley V, tít. 25, p. 4 del rey Alfonso X el Sabio en Castilla. Con un beso en la mano se reconocía además el vasallaje feudal (Cantar de mio Cid, 2092-2093). En la lengua medieval, «dar paz» a alguien era también besarlo en el rostro en señal de saludo y de amistad, y solía hacerse en un momento de la liturgia de la misa cristiana. En esa época se usaban también los besos como un compromiso legal en el que la persona analfabeta trazaba una «X» y la besaba para marcar su compromiso ante un contrato, lo que originó el significado de «X» como un beso. Con la dominación del Cristianismo en Europa feudal, se anula la práctica del beso erótico.

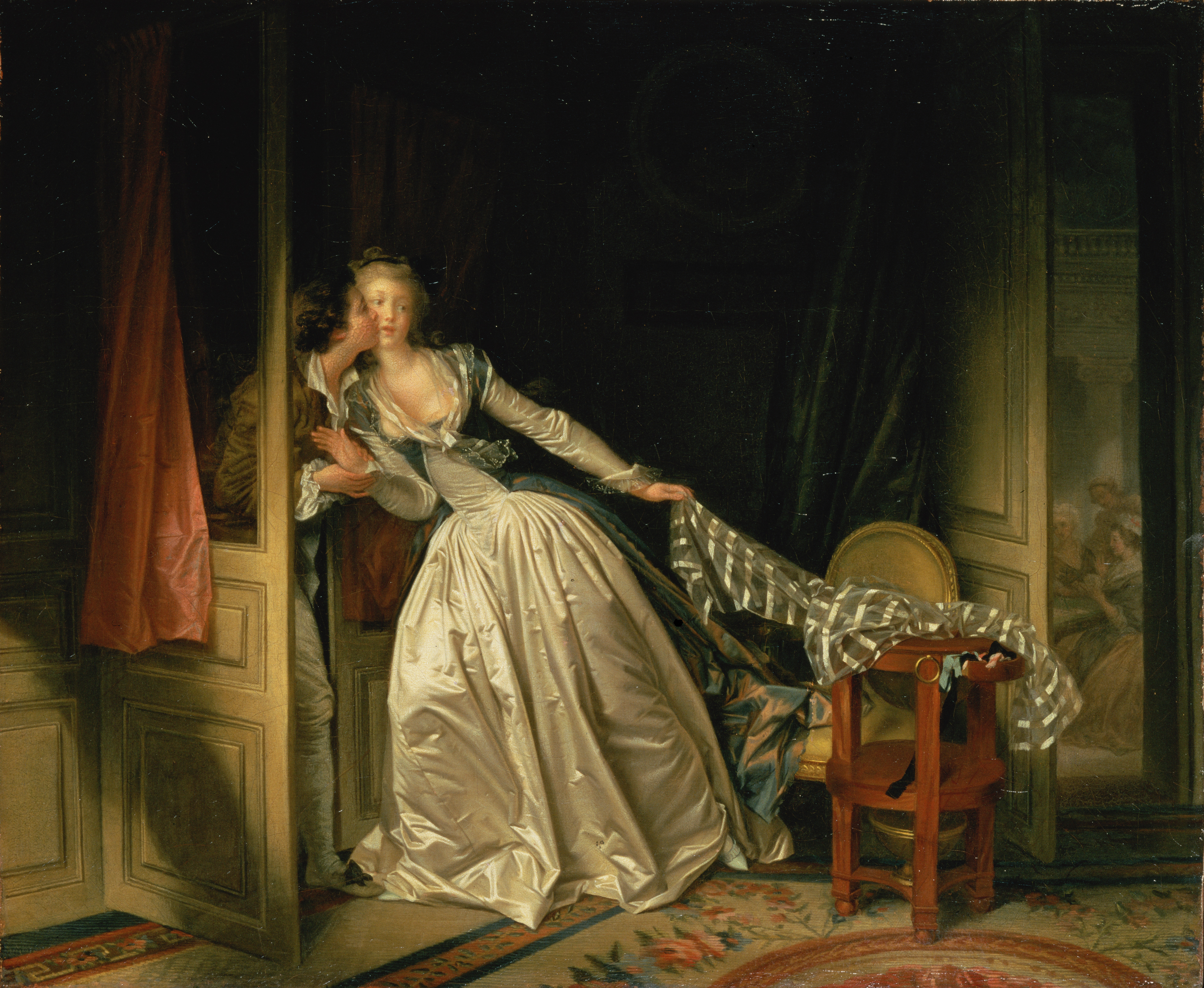
El Beso Robado de Jean-Honoré Fragonard.

Apreciado en distintas corrientes artísticas desde la corriente barroca y humanista, el beso resurge como un componente en la expresión artística (principalmente pintura y literatura), atribuyéndole la concepción clásica del beso como una práctica romántica con poderes mágicos. Algunos ejemplos del beso «mágico» en el arte medieval y renacentista incluyen la literatura de William Shakespeare y las pinturas de Hans Baldung, las cuales normalmente hacían referencia a la divinidad y a la percepción medieval de la brujería y el pecado.

### SigloXVIII
Las corrientes artísticas del siglo XVIII se ajustaron a un modelo que dejaba atrás el tradicionalismo de las corriente barroca y que se ajustaba a la propia expresión del autor. Como una identidad artística cortesana, surge la corriente artística del Rococó durante la primera mitad del siglo XVIII. El Rococó recopilaba un sentido estético refinado que frecuentemente involucraba aspectos exóticos, eróticos, sensuales y sexuales. El beso es claramente ilustrado en la pintura de la época, la cual solía tener una temática amorosa o sensual relacionada con el amor de una pareja o el amor materno. Un claro ejemplo son las pinturas sensuales de Jean-Honoré Fragonard.
En el periodo de la Revolución Industrial se globaliza la idea del beso como símbolo de cortesía y es cuando retoma su papel como un elemento en la estimulación sexual y como símbolo del amor entre dos personas. A pesar de su resurgimiento como práctica sexual, el beso sólo se renovó como una práctica propia de la intimidad de una pareja, que únicamente representaba una práctica privada que era ofensiva o escandalosa si era demostrada en público. La práctica del beso fue mesurada por las estipulaciones de la sociedad convencional y su código social de etiqueta.

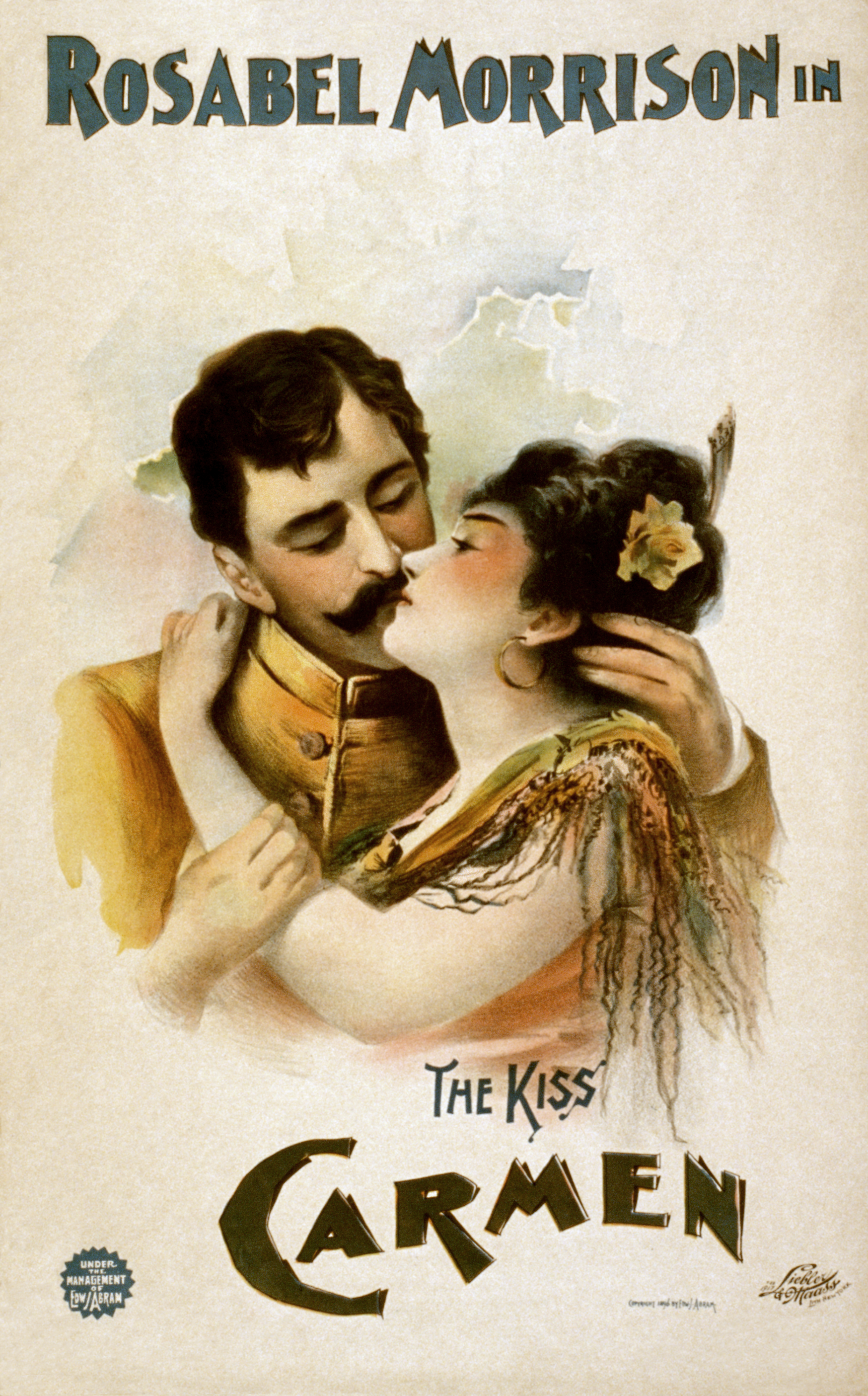
Promocional de la opéra-comique Carmen (1896).

### SigloXIX
En el siglo XIX prospera la corriente artística del Romanticismo, corriente caracterizada por la expresión de los sentimientos del autor de la obra (frecuentemente sentimientos de amor). La explotación del beso en el Romanticismo fue frecuente debido a que el beso dejó de representar una «práctica privada» y pasó a convertirse en un elemento estético. El beso retoma un carácter «mágico» originado de la percepción clásica y la percepción medieval, ejemplos plasmados en la readaptación de los hermanos Grimm de diversos cuentos de hadas y la literatura infantil del folklore medieval, en los que se refiere al beso como una práctica mágica. Un claro ejemplo es La Bella Durmiente en el que el beso es una fórmula mágica para romper un hechizo de sueño eterno.
En otras manifestaciones artísticas como la pintura y la escultura, se plasma el beso como un elemento clave de la pintura que expresaba sentimientos de amor. Las obras más significativas del beso como elemento en la pintura romántica son Romeo y Julieta (1884) de Frank Dicksee y El Beso (1870) de Francesco Hayez. Ambas representaciones muestran una figura masculina y una figura femenina compartiendo un beso y son unas de las obras más significativas de la corriente romántica. En la escultura se identifican las obras llamadas El Beso de Auguste Rodin.
El beso y su naturalidad en el arte romántico derivó en la percepción artística del beso como una práctica social casi divina, mágica e inigualable que representa lo más puro y perfecto del amor en las relaciones humanas. Este nuevo pensamiento social originó que el beso fuese aceptado como una práctica común entre las personas para representar el amor, aunque continuó siendo socialmente inceptado hasta la primera mitad del siglo XX. Con la nueva aceptación social, el beso comienza a ser utilizado como un elemento dramático de carácter erótico, principalmente identificado en el teatro de variedades de finales del siglo XIX.

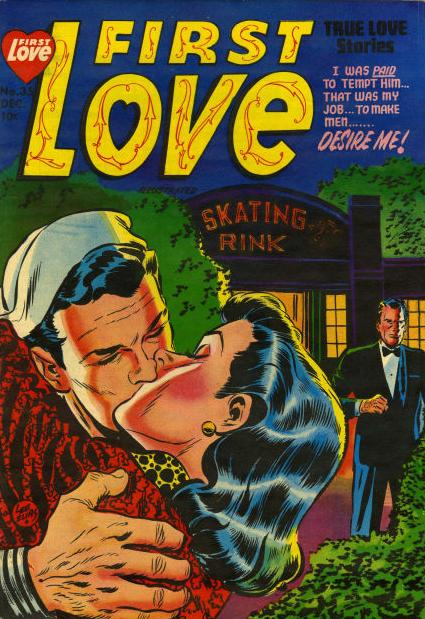
Portada del pulp First Love (1953).

### SigloXX
El siglo XX estuvo marcado por la sexualización de los medios durante las primeras décadas del siglo. Como un factor determinante en la globalización y publicación del beso, se encuentra la introducción de los temas lascivos en los medios masivos de la cultura popular. Así se comenzó a utilizar al beso como un elemento lascivo en la publicación de distintas artes como la literatura, la pintura, el drama y el cine, todos ellos enfocados al consumo y gusto popular. La sexualización de los medios comienza concretamente en la década de los veinte y derivó en una producción masiva de medios enfocados al carácter erótico, los cuales normalmente no eran regidos por ninguna norma de censura y se vendían debido a sus temas lascivos y de ficción de explotación que formaban parte del gusto popular. Un claro ejemplo de la falta de parámetros de censura en los medios populares fueron las películas cautionary del periodo Pre-code, en donde era apreciable la expresión sexual, la temática erótica, el beso como práctica erótica y el semidesnudo.

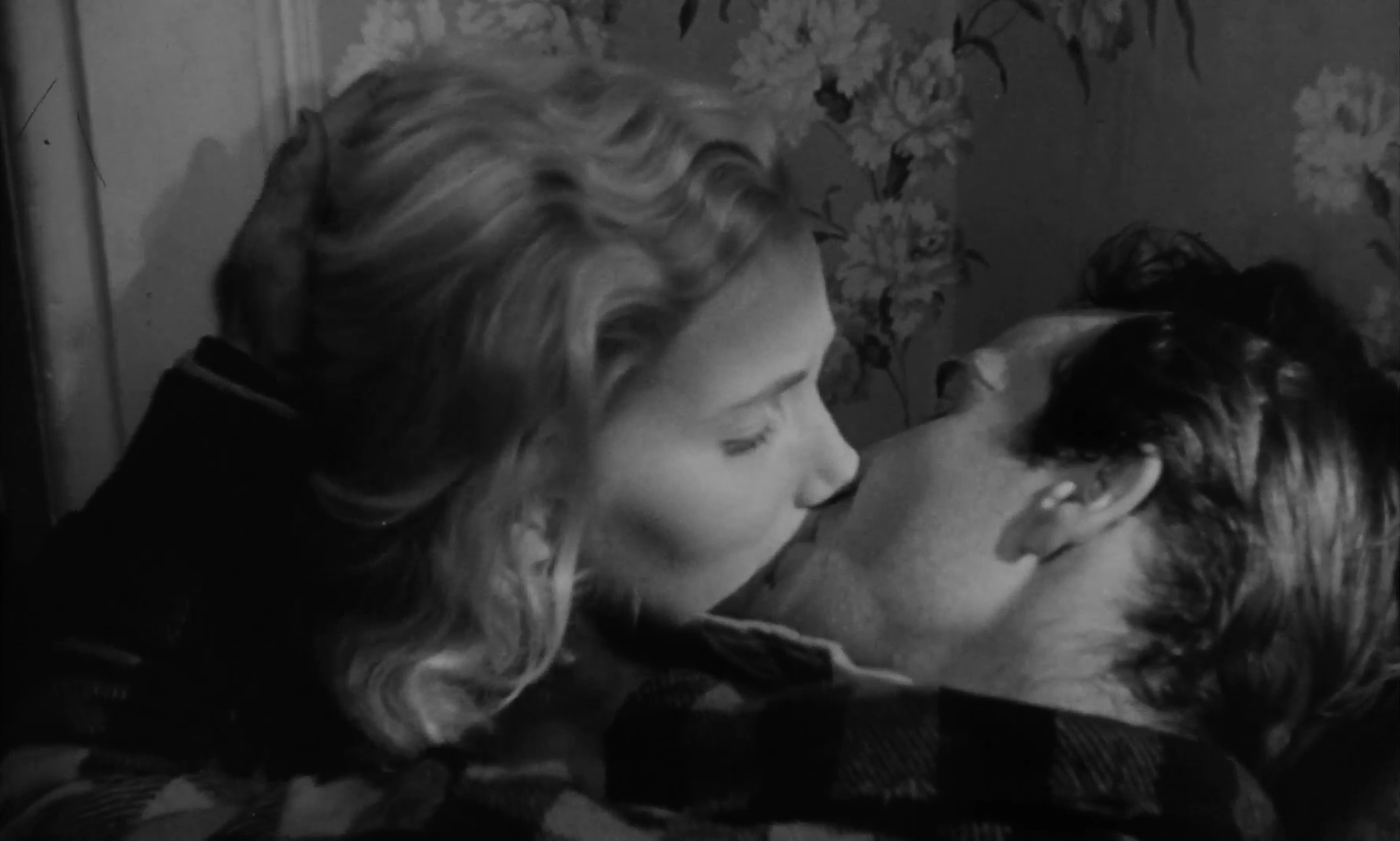
Eva Marie Saint y Marlon Brando en On the Waterfront (1954).

La naturalidad del beso en los medios masivos provocó una aceptación social que rompió con la práctica del beso «íntimo» o el beso inapropiado de siglos anteriores. Pronto, los medios fueron inundados de las representaciones del beso para simbolizar el amor entre dos personas, efecto apreciado principalmente en el cine. El beso en el cine surge con los primeros enfoques del cine en las últimas décadas del siglo XIX, apreciado en las primeras obras del cine como The Kiss (1896). Con el establecimiento del cine, el beso se estandarizó para dar a entender al espectador el amor de una persona en ausencia de diálogos. Entre la década de los 10 y los 30, el beso entre pareja simbolizó un elemento importante en el cine romántico, elemento esencial para dar a entender el tipo de relación amorosa que existía entre los personajes dentro del argumento de la película.
A partir de la década de los 60 (con las revoluciones sexuales) se comienza a establecer el beso como algo natural al comportamiento del hombre y su práctica comienza a ser casi pública. Es en la década de los 90 cuando el beso deja de representar ofensas a la moral y se convierte en un acto común y públicamente aceptado.

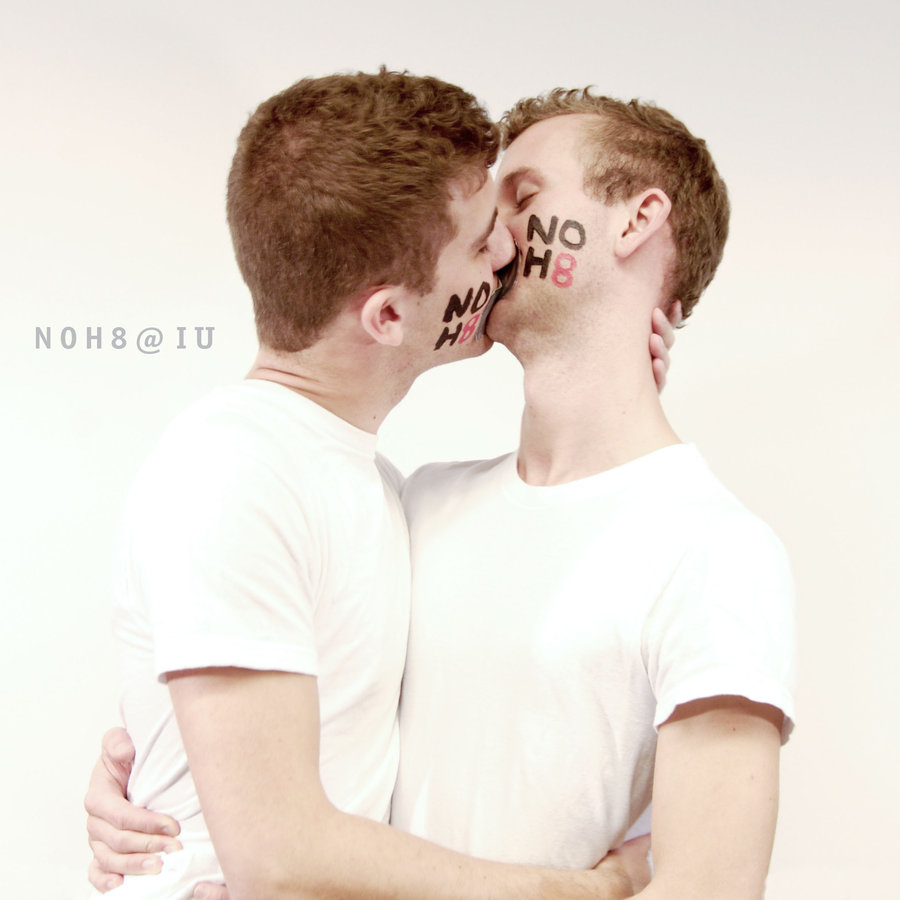
Fotografía protesta de la campaña NOH8, tomada por James Cummings (2009).

### SigloXXI
En el siglo XXI la sexualización de los medios ya forma parte de la cultura popular, por lo que el beso en el siglo XXI únicamente representa una práctica sexual de poco significado erótico dentro de los medios masivos, es decir, un beso es una práctica sexual ligera comparada con otro tipo de material erótico contenido en diversos medios de distribución masiva.
Desde el siglo XVIII, el beso se convierte en un método de protesta o revolución social, pero no es hasta el siglo XXI cuando se reafirma como un elemento en protestas que buscan la libertad o equidad sexual, como suelen ser utilizados en las protestas sobre la aceptación legal o social del LGBT. Otro significado popular del beso es el simple entretenimiento, como lo es en el Día Internacional del Beso, en donde se reúnen personas en distintas localizaciones para recrear un beso masivo simultáneo.
En el siglo XXI se establecen distintos récords que superaron la duración más extensa de un beso entre dos personas en 1998 por Mark y Roberta Griswold con una duración total de 29 horas. En el año de 2010, una pareja homosexual estadounidense formada por Matty Daley y Bobby Canciello intentaron un beso de protesta a favor del LGBT que duró un total de 33 horas. Un año después, en 2011, fueron vencidos por una pareja heterosexual tailandesa formada por Akekachai y Raksana Tiranarat que registró un beso de 46 horas. En 2012, una pareja homosexual tailandesa formada por Nontawat Jaroengsornsinpose y Thanakorn Sittiamthong, rompe el récord de 2011 y logra una duración de 50 horas, convirtiéndose en el beso más largo de la actualidad. A partir del siglo XXI se comienzan a estudiar los efectos del beso, es decir, se comienza a utilizar al beso como objeto de estudio. Una de las estudiosas del beso más reconocidas en la actualidad es Sheril Kirshenbaum.

## Expresión de amor o afecto
El beso, en su significado cultural general, representa una expresión emocional que refleja sentimientos de amor o afecto hacia otra persona. El beso suele tener implicaciones sexuales, románticas, eróticas o afectivas que permiten la conexión entre la persona y el objeto de placer. El beso en diferentes culturas es un simbolismo social que se utiliza como una expresión metalingüística de los sentimientos de amor, aprecio, afecto o respeto. El significado cultural del beso como una expresión de amor o afecto surge evolutivamente en las especies animales en las que el alimento premasticado se transfiere a las crías desde la boca de la madre. Ahí surge el significado social del beso materno relacionado con el amor y la protección. El beso con su significado afectivo o amoroso es rastreado a los orígenes de la cultura en India, Asiria, Grecia y Roma. La expresión metalingüística de amor y afecto ha estado presente en todas las culturas con expresiones equivalentes al beso que también reflejan los sentimientos de amor y afecto.

### Significado sexual o romántico

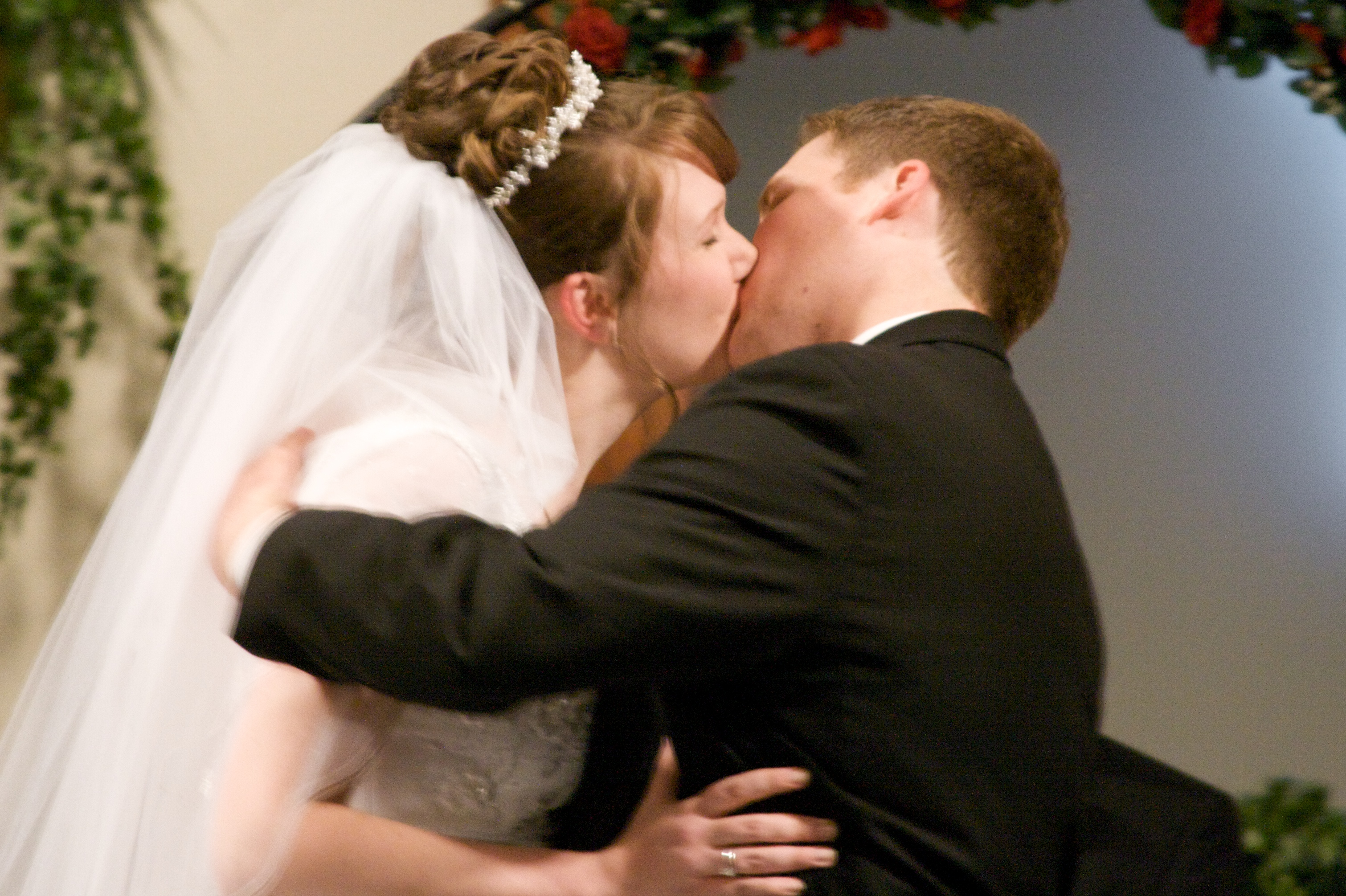
Un beso en un matrimonio.

El beso con significado sexual o romántico suele darse entre personas que han desarrollado intensos lazos emocionales (como pareja: véase pareja de hecho, noviazgo, matrimonio), y suele involucrar el contacto de los labios de ambas personas con una intención erógena. En este ámbito, el beso con la expresión de amor o afecto produce en el receptor sentimientos de aceptación y pertenencia social, y deriva en la manifestación de sentimientos positivos, como los sentimientos de felicidad. El beso es un componente erótico de la intimidad que estimula la respuesta sexual del organismo y genera una serie de estímulos eléctricos en las terminaciones nerviosas de los labios y diferentes respuestas sexuales físicas que propiciarían la actividad sexual. Debido a su significado social y a sus efectos físicos, suele asociarse como elemento en la actividad previa al coito.

### Expresión de afecto
Un beso puede ser utilizado como simbolismo de sentimientos amorosos que no deriven en la estimulación sexual, es decir, puede ser utilizado sin alguna intención sexual. El beso de carácter afectivo puede practicarse entre cualquier persona cercana, sin importar su edad ni su sexo. El beso de carácter afectivo suele utilizarse para reflejar distintos sentimientos, como la lealtad, la gratitud, la compasión o la empatía. Los besos de expresión de afecto suelen involucrar la empatía ante la alegría intensa o la tristeza, y se manifiestan sentimientos de lealtad y apoyo hacia la otra persona. Pero el número difiere según la cultura; en España es normal dar dos besos en la cara, uno en cada mejilla; también en Italia, pero por el lado contrario; en Polonia, por ejemplo, se dan tres; en otros lugares del mundo solo uno. En Canadá y algunos países europeos como el Reino Unido y Alemania, se besa sólo a los familiares: la cultura puritana quiere rehuir la posibilidad de un malentendido. Pero en otros países europeos no es así. En Normandía es habitual saludar con cuatro besos, dos en cada mejilla. En algunas zonas de Francia y Holanda se dan tres besos, también en las mejillas. En Arabia el beso de saludo entre hombre y mujer acarrea un mes de cárcel.
Los besos de expresión afectivas suelen manifestarse como una respuesta hacia el amor, respeto o reconocimiento ante una identidad familiar emocionalmente cercana, y son comunes los besos entre padres e hijos. Como un toque afectivo, puede utilizarse al beso en la mejilla o en la frente como saludo a las personas emocionalmente cercanas, con énfasis en la lealtad y la gratitud en la relación afectuosa.[cita requerida]

## Ritual

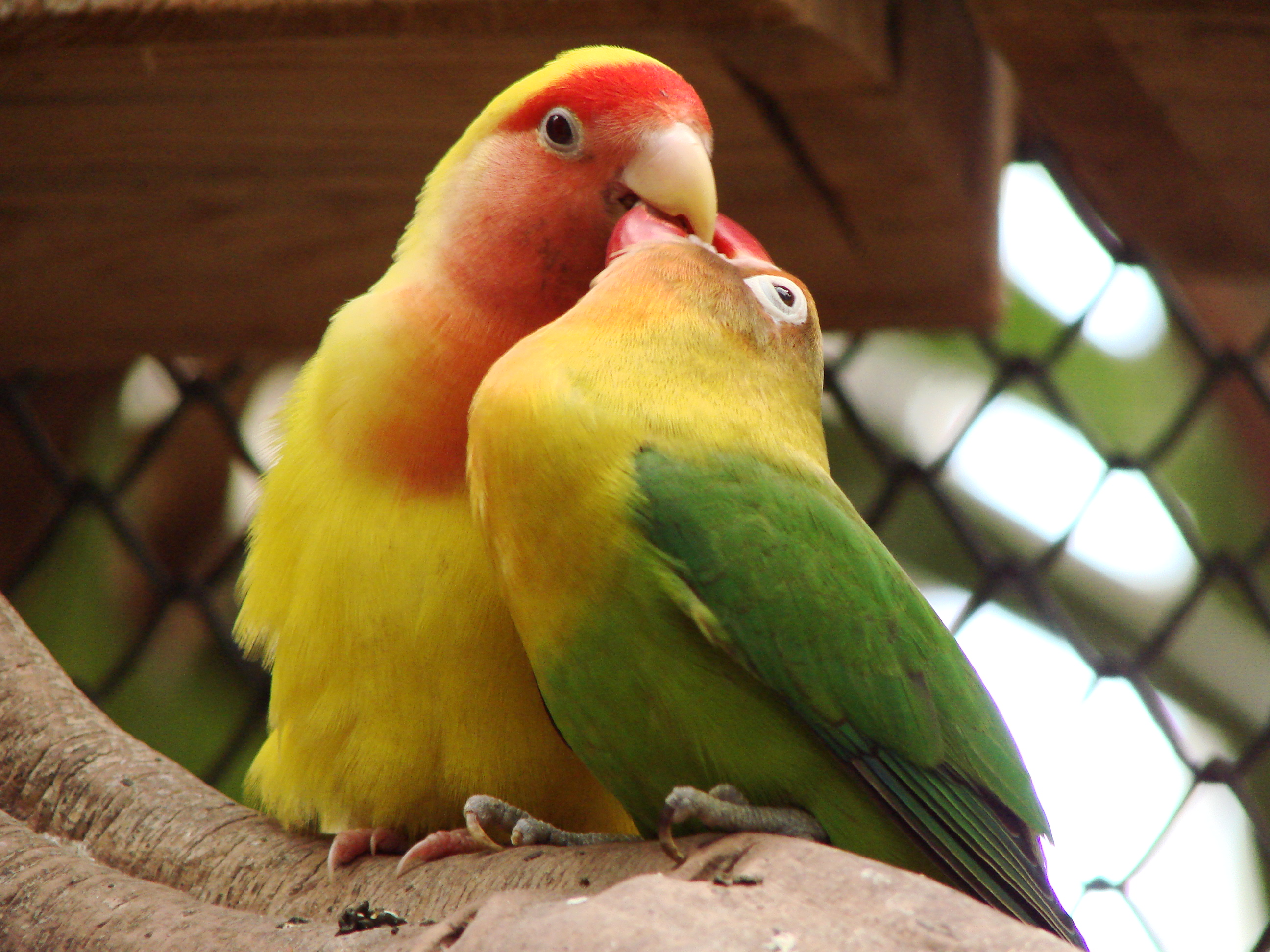
«Beso» entre ejemplares de Agapornis roseicollis y Agapornis fischeri.

El beso es una práctica identificada como un convencionalismo social de distintas culturas, notablemente apreciado en la cultura occidental. El beso, además de expresar sentimientos de afecto o intenciones sexuales, también expresa sentimientos de lealtad, admiración o respeto. El beso también representa parte fundamental en el código social de etiqueta, las creencias populares, los convencionalismos sociales y las prácticas religiosas en las culturas de distintos países.

### Saludo

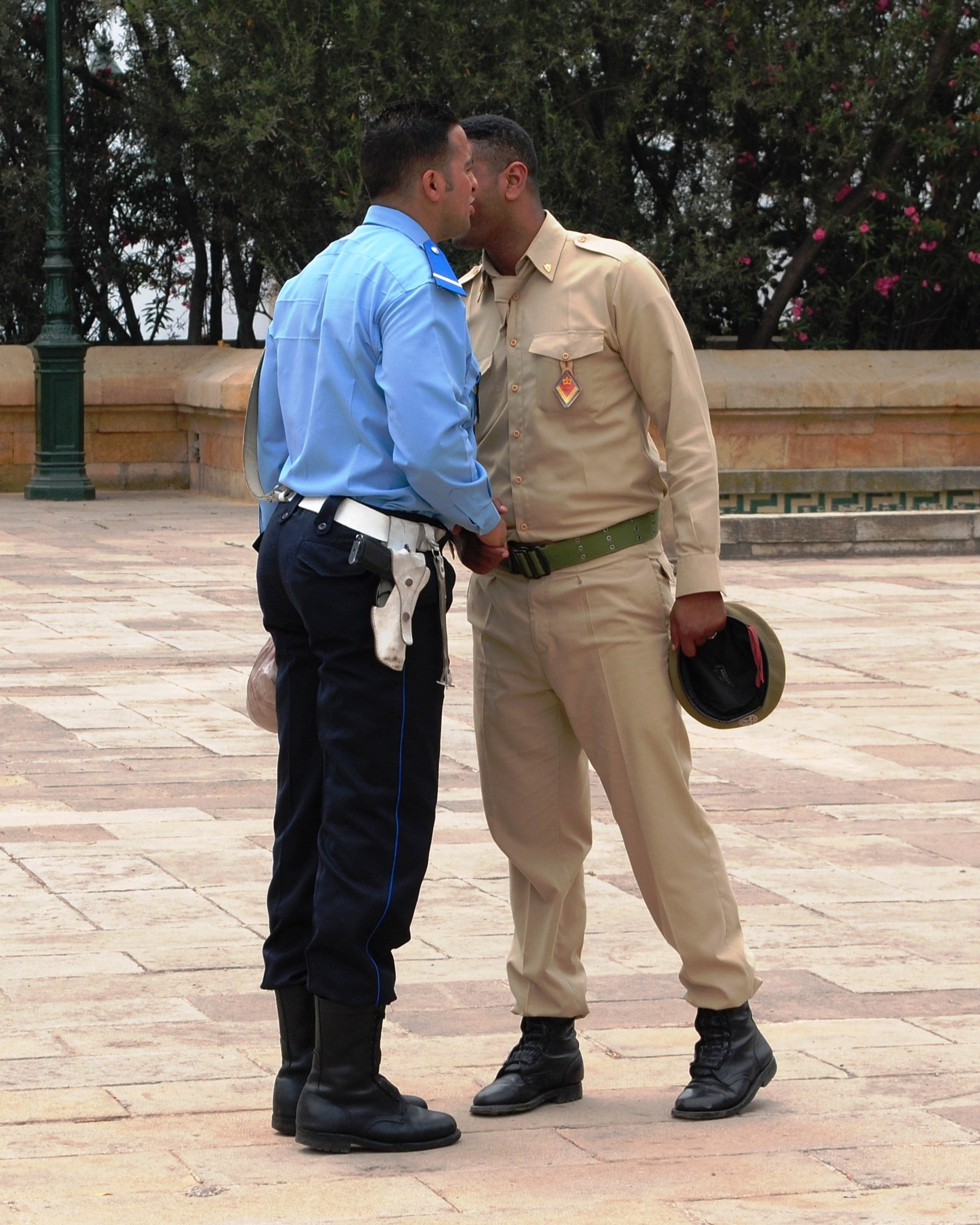
Un beso entre dos amigos en Marruecos.

El beso tiene la función de expresar respeto, admiración o simple cortesía dentro de los códigos del comportamiento social convencional; de esa manera, en algunas culturas es común besar a la persona a la que se le tiene profunda admiración o respeto. En su forma más común está el beso a la mano de la persona, dirigido a personas a las que se le tiene profunda admiración, con la intención de la galantería o la coquetería, como una respuesta a la cortesía tradicional o porque está dirigido a personas de clase alta, personas del sexo femenino o mandatarios.
El beso también suele representar la lealtad y la subordinación, identificado en las distintas expresiones sociales dirigidas a la aristocracia, la realeza y los miembros de la alta sociedad religiosa en algunas sociedades. En el caso de representar la subordinación suele ser un beso alejado que no atente contra la identidad del poder a la que el beso está dirigido, por lo que es frecuente el beso en la mano, el beso en la joyería y las ropas o el beso en los pies.
El beso también es utilizado como un saludo informal a personas emocionalmente cercanas o identidades familiares que cumple con la cortesía y expresa sentimientos de lealtad, afecto, amor o respeto. En tal caso, el beso como un saludo puede involucrar distintas intenciones que van más allá de una simple práctica de la cortesía tradicional. Los tipos de besos como saludo suelen ser:
- Beso en la mejilla: Gesto social en el que se besa alguna mejilla de la persona del encuentro. Suele ser dirigido a personas del sexo femenino o alguna persona emocionalmente cercana de cualquier sexo, que expresa respeto y afecto. En el caso de estar dirigido a una persona poco cercana o recientemente identificada, sólo expresa cortesía. Esta práctica es común en diversos países de América y Europa.[40]

- Beso en ambas mejillas: Gesto social en el que se besan o frotan ambas mejillas de la persona para saludar por un encuentro. Suele utilizarse entre personas de cualquier sexo emocionalmente cercanas, aunque también se usa como un saludo hacia personas recientemente identificadas. Puede expresar distintos sentimientos, pero habitualmente expresa cortesía. Esta práctica es común en Argentina, Brasil, Paraguay, España, Francia, Italia y Portugal.[cita requerida] Hay una pequeña diferencia entre los italianos y los hispánicos:los primeros empiezan por la mejilla izquierda, y los hispánicos por la derecha. Y los suizos besan tres veces para saludar.

- Beso en la mano: Gesto social en el que se besa la mano de una persona para reflejar cortesía o galantería. Puede estar dirigido a diferentes representantes de la clase alta, personas del sexo femenino, miembros de la realeza, mandatarios, miembros de la sociedad eclesiástica, etc. Suele reflejar cortesía, galantería, coquetería, subordinación, lealtad, admiración o respeto.[39]

- Beso en la boca: En algunas sociedades, es costumbre que los varones se saluden con un beso en la boca. En el siglo XXI, el beso en la boca es un signo popular de amistad con hombres jóvenes, especialmente en Inglaterra, que lo ven como una forma legítima de mostrar afecto.[41][42] En Rusia, el beso en la boca entre amigos es una tradición.[43]

### Religión

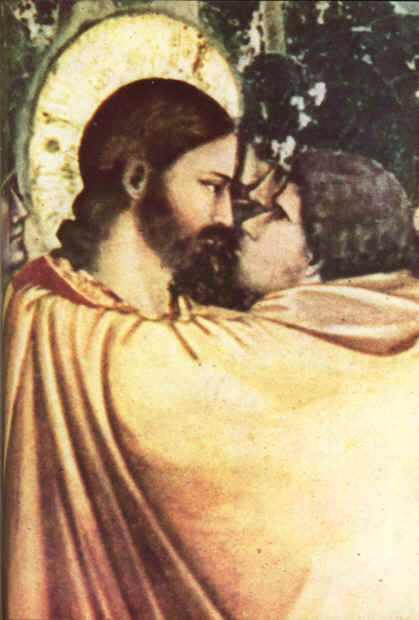
Judas traiciona a Jesús con un beso, de Giotto di Bondone.

El beso suele ser utilizado como elemento en distintas prácticas religiosas, el cual habitualmente va dirigido a la expresión de respeto a una persona o a un objeto representante de la religión. Suele expresar respeto, admiración, adoración, subordinación, lealtad o una consagración simbólica. Algunas prácticas religiosas incluyen:
- En la religión musulmana, se besa la Piedra Negra en una serie de eventos y migraciones religiosas conocidos como Hajj.[44]
- En el hinduismo, suele besarse el piso de los centros religiosos.[cita requerida]
- En diversas religiones abrahámicas, suele besarse algún objeto simbólico de la religión (por ejemplo, en el cristianismo suelen besarse las cuentas de los rosarios y los crucifijos).
- En la liturgia cristiana se da el beso de paz, remplazado en la actualidad por un simple saludo de manos. En otros aspectos de las creencias religiosas del cristianismo se identifica el beso de traición entre Jesucristo y Judas Iscariote (Beso de Judas) en los Evangelios de Mateo y Marcos.
- Los fieles suelen besar la mano, el anillo o los pies de cualquier autoridad eclesiástica de la Iglesia católica, notablemente aplicado en encuentros con obispos, cardenales y líderes del Papado.
- En diversas creencias populares un beso puede simbolizar un ritual para atraer buena suerte o recibir los dones que concede el objeto besado (por ejemplo, la Blaney Stone en Irlanda).

## Tipos de beso
- Beso en la boca: forma del beso erótico/romántico tradicional en el que se unen los labios de ambas personas, generalmente para reflejar sentimientos de amor, afecto o distintas intenciones sexuales.[45]
- Beso francés: variante del beso en la boca en el que la lengua de uno o ambos participantes toca los labios o la lengua del otro participante. Su intención es puramente erótica.[46]
- Beso en la mano: forma del beso en el que se presionan los labios contra las manos de una persona, generalmente para reflejar cortesía o galantería.[47]
- Beso de la muerte. Entre los miembros de Cosa nostra, la asociación mafiosa siciliana, era una condena a ser asesinado por haber cometido traición.
- Beso en la mejilla: una formalidad tradicional utilizada como saludo en distintos países de la cultura occidental en el que se acaricia con los labios la mejilla del otro participante. Puede expresar intenciones eróticas, simple cortesía o admiración.[39]
- Beso en los pies: forma del beso en la que se presionan los labios contra los pies de una persona para expresar extrema lealtad o subordinación. En una intención alejada a la tradicional, suele usarse con intenciones de estimulación sexual en el caso de podofilia. También es común en algunas ceremonias religiosas (católicas, por ejemplo).
- Beso en el cuello: es una forma de la expresión sexual humana en la que se besa el cuello de una persona con distintas intenciones sexuales.[48]
- Making out: eufemismo para referirse al magreo en conjunción con la estimulación sexual con besos en diferentes partes del cuerpo.[49]
- Pico o piquito: variante del beso en la boca de poca duración.[cita requerida]
- Smack: beso con emisión de sonido.[50]
- Smooch: beso prolongado acompañado de caricias e interacción con las manos[51] (abrazos, poner manos sobre los hombros, rodear el cuello, caricias en la espalda, honk, etc.).
- Beso negro: es un beso dado en el ano de la otra persona.